# Kevin G.
Kevin G. (* 1987) ist ein Schweizer Neonazi, Sänger der Rechtsrock-Band Amok. Er ist im Netzwerk von Combat 18 organisiert.

## Leben
Kevin G. wuchs in Hombrechtikon im Zürcher Oberland auf und besuchte dort von 1999 bis 2003 die Oberstufe. Nach seiner Ausbildung zum Fleischfachmann EFZ arbeitet er als Metzger.
Bereits als Zwanzigjähriger war er in der rechtsextremen Szene bekannt und knüpfte Kontakte ins Ausland. Bei Ausschreitungen von Rechtsextremen in Glarus im Juni 2007 versetzte er einem Polizisten einen Faustschlag. Dafür verurteilte ihn der Verhörrichter in Glarus zu 180 Tagessätzen à 80 Franken bedingt.
In einem weiteren Fall hatte Kevin G. seinem Opfer einen doppelten Nasenbeinbruch sowie Quetschungen an Stirn und Brustkorb zugefügt. Dafür war er vom Kreisgericht See-Gaster in Uznach im Juni 2013 zu einer dreissigmonatigen Freiheitsstrafe verurteilt worden.
Kevin G. trägt ein Hakenkreuz auf dem Schulterblatt, den Schriftzug «RaHoWa» auf dem Bauch, sowie unter anderem die Reichskriegsflagge und das Portrait eines SA-Mannes auf dem Arm.
Im Februar 2019 wurde er wegen Rassendiskriminierung zweitinstanzlich vom Zürcher Obergericht zu einer unbedingten Gefängnisstrafe von 12 Monaten verurteilt. Laut Anklage hatte er 2015 in Wiedikon als Anführer einer Gruppe Neonazis einen jüdisch-orthodoxen Mann als «Scheissjuden» tituliert und ihn mit «Wir werden euch alle vergasen» und «Wir schicken euch nach Auschwitz» beleidigt und ihn angespuckt. Weiter wirft ihm die Anklage vor, seinen Arm zum Hitlergruss ausgestreckt und dem Juden «Heil Hitler» zugerufen zu haben. Im November 2020 gab es wegen Morddrohung gegen Politiker eine Hausdurchsuchung bei ihm.
Im Mai 2021 wurde G. wegen öffentlicher Aufforderung zu Verbrechen oder zur Gewalttätigkeit sowie wegen Rassendiskriminierung zu einer dreimonatigen Freiheitsstrafe verurteilt, die an seine Verurteilung vom Februar 2019 als Zusatzstrafe anschließt.

## Bands

### Amok
Kevin G. war 2004 Gründungsmitglied der vierköpfigen Rechtsrock-Band Amok, welche der Schweizer rechtsextremen, gewaltbereiten Szene zuzurechnen ist und dem Blood-and-Honour-Netzwerk nahe steht. Die Mitglieder der Band wurden am 2. Juni 2010 wegen Bedrohung, öffentlicher Aufforderung zu Verbrechen oder Gewalt und auf der Grundlage der Rassismus-Strafnorm zu Geldstrafen von 120 bis 125 Tagessätzen verurteilt. Amok spielten mehrmals auf vom deutschen Rechtsextremisten Thorsten Heise organisierten Veranstaltungen. Auf dem 2019 mit Sänger Kevin G. veröffentlichten Amok-Album «Teeren & Federn» wird unter anderem der antisemitische Übergriff von 2015 glorifiziert.

### Erschießungskommando
Es wird vermutet, dass Kevin G. unter einem Pseudonym Sänger der RAC-Band Erschießungskommando ist, die neben der Dortmunder Rechtsrock-Band Oidoxie als wichtiges Sprachrohr von Blood and Honour und Combat 18 gilt. Die Band veröffentlichte am 12. April 2019 ihr Album Henkerszeit. Die Songtexte enthalten Todesdrohungen gegen Personen des öffentlichen Lebens. So wird im Song Katharina König zum Mord an der deutschen Politikerin Katharina König-Preuss aufgerufen.

### Mordkommando
Im Projekt Störungsmelder wurde berichtet, dass Kevin G. mutmasslich auch bei der Band Mordkommando als Sänger figuriert. Das Album Schwarze Liste enthält Morddrohungen gegen Juden und Schweizer Politiker. Eine der darauf direkt Bedrohten, die Zürcher Stadtpräsidentin Corine Mauch, hatte nach Bekanntwerden der Liedtexte Strafanzeige eingereicht. Die Ermittlungen wurden jedoch ohne Ergebnis eingestellt, was Jonathan Kreutner, der Generalsekretär des Schweizerischen Israelitischen Gemeindebundes (SIG), gegenüber Journalisten bedauert. Die Aargauer Zeitung zeigt sich erstaunt über die Einstellungsverfügung, sei doch der polizeibekannte Kevin G. in der Szene als Sänger von Mordkommando bekannt. Die Frage der Verbindungen der thüringischen Neonaziszene in die Schweiz wurde auch im Rahmen einer kleinen Anfrage im Thüringer Landtag behandelt.  Während eines weiteren Prozesses 2021 gab er zu, Sänger der Band zu sein.

## Filme
- Nazi-Band "Erschießungskommando": Wer steckt dahinter? von STRG_F